# Vladimir Šćekić
Vladimir Šćekić, črnogorski general, * 7. maj 1917, † 29. oktober 2004.

## Življenjepis
Šćekić, študent Pravne fakultete v Beogradu, se je leta 1937 pridružil KPJ; zaradi revolucionarne dejavnosti je bil aretiran in obsojen. Leta 1941 se je pridružil NOVJ in med vojno je opravljal različne partijsko-politične dolžnosti.
Po vojni je bil politični komisar armade, KNOJ in JVM; poveljnik vojaškega področja, načelnik uprave v GŠ JLA, poveljnik Obmejnih enot JLA,....